# Come Away
Come Away (Érase una vez en Hispanoamérica, y Érase una vez... en España) es una película de drama de fantasía de 2020, dirigida por Brenda Chapman y protagonizada por Angelina Jolie, David Oyelowo, Anna Chancellor, Clarke Peters, Gugu Mbatha-Raw, Michael Caine, David Gyasi y Derek Jacobi.
Come Away tuvo su estreno mundial en el Festival de Cine de Sundance el 24 de enero de 2020 y fue estrenada en los Estados Unidos el 13 de noviembre de 2020 por Relativity Media y en el Reino Unido el 4 de diciembre de 2020 por Signature Entertainment.

## Premisa
La película muestra a los personajes principales de Alice's Adventures in Wonderland y Peter Pan como hermanos que intentan ayudar a sus padres a superar la muerte de su hijo mayor.

## Reparto
- Angelina Jolie como Rose Littleton
- David Oyelowo como Jack Littleton
- Keira Chansa como Alice Littleton
- Gugu Mbatha-Raw como Alice adulta
- Jordan Nash como Peter Littleton
- Anna Chancellor como Eleanor Morrow
- Clarke Peters como Sombrerero
- Michael Caine como Charlie
- David Gyasi como Capitán James
- Derek Jacobi como el Sr. Brown
- Jenny Galloway como Hannah O'Farral
- Roger Ashton-Griffiths como hombre con sobrepeso fumador
- Damian O'Hare como Doctor Richards
- Reece Yates como David Littleton
- Ned Dennehy como Smee
- James Pavey y Rob Pavey como Tweedledum y Tweedledee
- Daniel Swain como el Sr. Darling
- Carter Thomas como Michael Darling
- Harry Newman como Twin 1
- Oliver Newman como Twin 2
- Rishi Kuppa como Tootles
- Jack Veal como Curly

## Producción
El proyecto se anunció en mayo de 2016, con la codirectora de el príncipe de Egipto y valiente Brenda Chapman contratada para dirigirla.
En mayo de 2018, Angelina Jolie y David Oyelowo fueron elegidos para interpretar a los padres de Alice y Peter, y ambos actores también asumieron el papel de productores. En agosto de 2018, Anna Chancellor, Clarke Peters, Gugu Mbatha-Raw, Michael Caine, David Gyasi, Derek Jacobi y Jenny Galloway se unieron al elenco. El financiamiento adicional provino de Ace Pictures, Creasun Entertainment USA y Tin Res Entertainment; Los productores ejecutivos incluyen a David Haring, Minglu Ma, George Acogny, Timur Bekbosunov, Johnny Chang, Peter Wong, Emma Lee, Gia Muresan, Simon Fawcett y Steve Barnett.
El rodaje comenzó en Shad Thames en Londres en agosto de 2018, así como en Windsor Great Park en South Forest y alrededor del estanque de Johnson. En octubre de 2018, la producción se mudó a Los Ángeles antes de concluir ese mismo mes.

## Lanzamiento
Tuvo su estreno mundial en el Festival de Cine de Sundance el 24 de enero de 2020. En octubre de 2020, Relativity Media adquirió los derechos de distribución de la película en Estados Unidos y la fijó para su estreno el 13 de noviembre de 2020.

## Recepción
Según el sitio web del agregador de reseñas Rotten Tomatoes, el 57% de los críticos le han dado a la película una reseña positiva basada en 14 reseñas, con una calificación promedio de 6.38 / 10.
Después de su estreno en Sundance, Ben Pearson de Slash Film dio una crítica positiva al afirmar que "Ha llegado un nuevo clásico para niños, y este cuento de hadas atemporal seguramente encantará al público de las generaciones venideras". John DeFore de The Hollywood Reporter dio una crítica negativa al afirmar: "Una gran cantidad de material de libro de cuentos familiar y un elenco que incluye a Angelina Jolie y David Oyelowo llamarán la atención, pero una producción atractiva y un elenco hermoso no son suficientes para hacer que esta fantasía despegue".